# Jaka Ankerst
Jaka Ankerst (* 27. März 1989 in Kranj, SFR Jugoslawien) ist ein slowenischer Eishockeyspieler, der zuletzt bis 2021 bei den Diables Rouges de Briançon in der Ligue Magnus unter Vertrag stand.

## Karriere
Jaka Ankerst begann seine Karriere beim HK MK Bled, für den er bereits als 14-Jähriger in der slowenischen U20-Liga auflief. In der Spielzeit 2007/08 gab er für den Club sein Debüt in der slowenischen Herren-Liga. In der Spielzeit 2009/10 spielte er mit dem Klub dann in der Slohokej Liga, wechselte vor den Playoffs jedoch zum HDK Maribor, mit dem er die Play-off-Finalspiele gegen den HK Partizan Belgrad gewann. Nach diesem Erfolg zog es ihn nach Frankreich zu den Diables Rouges de Briançon, für die er eine Spielzeit in der Ligue Magnus auf dem Eis stand. Bereits 2011 kehrte er nach Slowenien zurück und spielte für den HK Jesenice in der Österreichischen Eishockey-Liga. Als der Klub aus der Oberkrain jedoch 2012 aus finanziellen Gründen seinen Spielbetrieb einstellen musste, wechselte er zum Ligakonkurrenten HDD Olimpija Ljubljana. Mit dem Hauptstadtklub verpasste er zwar die Playoffs in der Österreichischen Eishockeyliga, wurde jedoch erstmals in seiner Karriere slowenischer Landesmeister. 2013 ging er erneut zu den Diables Rouges de Briançon. Mit den roten Teufeln aus den Westalpen gewann Ankerst 2014 deren erste französische Meisterschaft. Nach einem weiteren Jahr in Briançon kehrte er im Sommer 2015 nach Slowenien zurück, wo er für den HDD Jesenice in der Inter-National-League auflief. Aber bereits im Oktober 2015 zog es ihn wieder Ligue Magnus zum HC Amiens Somme. Nachdem sein Vertrag dort im Sommer 2016 nicht mehr verlängert worden war, schloss er sich im Dezember des Jahres zum zweiten Mal dem HDD Jesenice an, für den er nunmehr in der Alps Hockey League auflief. Zudem wurde er in den Playoffs der slowenischen Eishockeyliga eingesetzt und gewann mit dem Klub 2017 so die slowenische Meisterschaft. Anschließend wechselte er wiederum in die französische Ligue Magnus, wo er für den Lyon Hockey Club spielt, mit dem er 2018 den Coupe de France gewann. 2019 kehrte er erneut nach Jesenice und im Dezember 2020 zu den Roten Teufeln nach Briançon zurück.

### International
Im Juniorenbereich spielte Ankerst für Slowenien bei den U18-Weltmeisterschaften 2006 und 2007 sowie den U20-Weltmeisterschaften 2008 und 2009 jeweils in der Division I.
Zur Weltmeisterschaft 2011 wurde er erstmals in den Kader Herren-Nationalmannschaft berufen, konnte aber den Abstieg aus der Top-Division auch nicht verhindern. Anschließend spielte er erst bei der Weltmeisterschaft 2014 wieder für seine Farben und schaffte mit den Slowenen den Aufstieg aus der Division I in die Top-Division.

## Erfolge und Auszeichnungen
- 2010 Gewinn der Slohokej Liga mit dem HDK Maribor
- 2013 Slowenischer Meister mit dem HDD Olimpija Ljubljana
- 2014 Französischer Meister mit den Diables Rouges de Briançon
- 2017 Slowenischer Meister mit dem HDD Jesenice
- 2018 Französischer Pokalsieger mit dem Lyon Hockey Club

### International
- 2014 Aufstieg in die Top-Division bei der Weltmeisterschaft der Division I, Gruppe A

## Statistik
(Stand: Ende der Saison 2020/21)